# 배심제

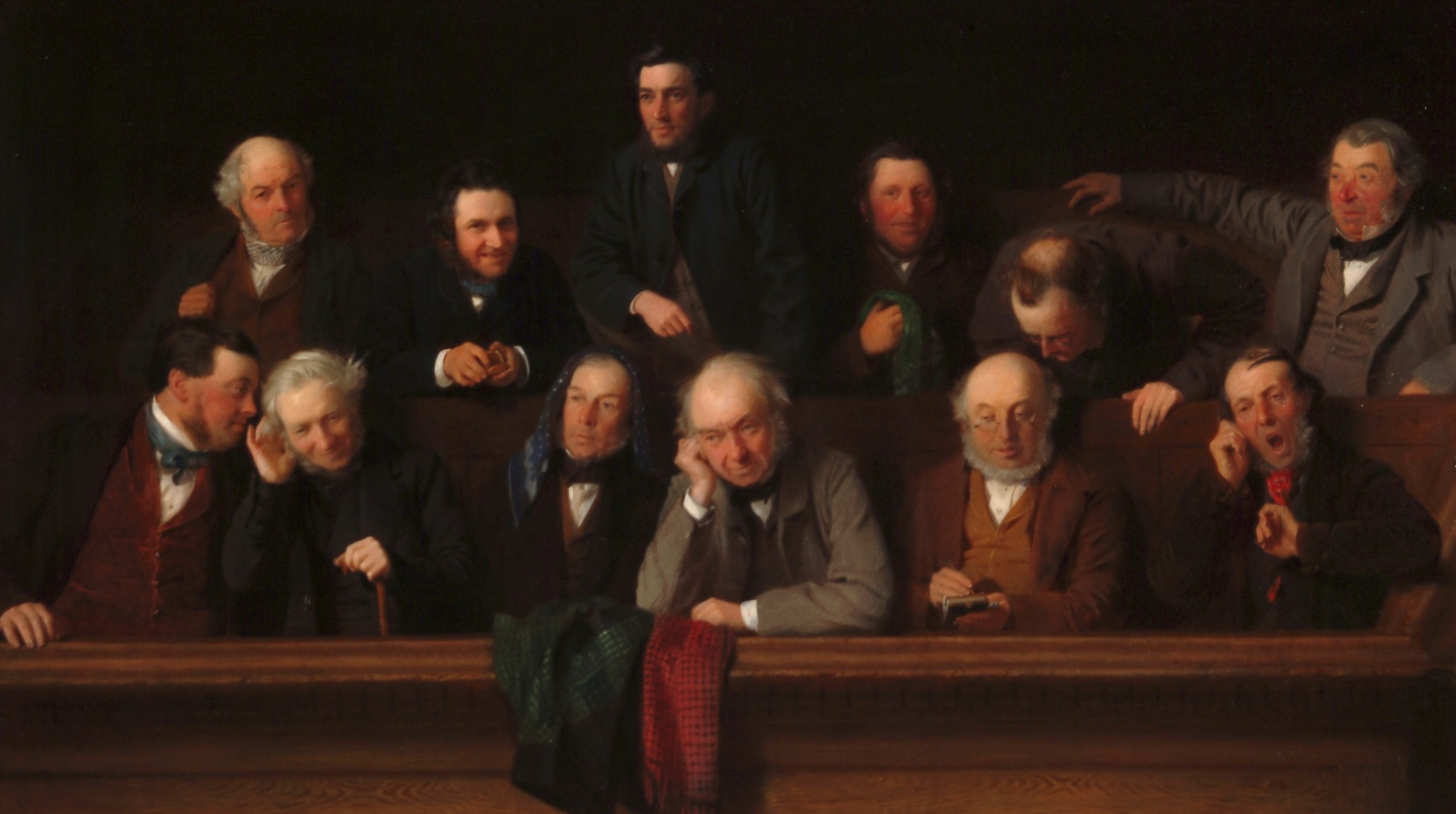

배심제(陪審制, 영어: jury (system))는 법조인이 아닌 일반 시민이 재판 과정에 참여하여 범죄의 사실 여부를 판단하는 사법제도를 말한다. 특히 영미권 국가에서 중요한 제도이다. 종류로는 기소를 평결하는 대배심과 재판에 참여하는 소배심으로 나뉜다. 대한민국에서는 2008년부터 ‘국민의 형사재판 참여에 관한 법률'에 따른 국민참여재판제도로 배심 제도가 실시되어 있는데 명칭은 참심제지만 강제력이 없다.

## 미국의 배심 제도
영미법상 오랜 전통을 가진 제도이며 시민의 의무로 미국 시민권자라면 배심원으로 선발되어 재판에 참여하여 범죄의 유무를 직접 판단하고 결정한다.피고와 원고 측에서 배심원을 심사하여 부적격자를 걸러낼 수 있다. 미국 연방 헌법상 배심에 의한 재판을 받을 권리는 보장되며 보통 6개월 이상의 구금에 해당하는 죄에 대한 재판에 대해 배심에 의한 재판을 받을 권리가 보장된다
미국연방대법원은 형사사건에서 범죄구성요건에 대해 법관이 강제적 배심에 대한 설시를 한 경우 적법절차 위반으로 보았다.
배심원이 형사 사건의 독립적인 조사를 하는 것은 금지되어 있으며 이를 어기는 경우 피고에 대한 법률 무효 재판의 원인이 될 수 있다.
미국연방헌법 수정헌법 제7조는 손해배상을 구하는 소송에 배심재판을 청구할 권리를 보장하고 있다. 단 법관에 의한 재판이나 형평상 구제책(금전배상이 아닌 금지 명령)등은 배심재판의 권리가 없다. 또 행정판사에 의한 재판은 진정한 재판이 아니라서 역시 배심재판의 권리가 없다.
민사 소송 배심원은 적어도 6명 이상으로 구성되어야 하며 형사 재판의 배심원은 12명의 배심원이 참여하는 소배심과 20명의 배심원이 참여하는 대배심으로 나뉜다. 배심원의 평결은 만장일치를 요한다. 피고인은 해당 지역의 단면을 대표하는 후보풀에서 선출된 배심에 대한 권리가 있으나 배심원단이 지역 인구의 집단비율과 동일한 비율을 가져야 하는 것은 아니다. 검사는 선제적 배제권을 사용, 배심원후보를 배제할 수 있지만 인종이나 성별에 기초한 배심원후보제외는 위헌이다.

### 중립배심에 대한 권리

#### 인종적 편견을 질문할 권리
인종간의 살인사건 등에 기소가 되거나 사건이 인종과 밀접한 경우, 인종적 편견을 배심원의 예비 신문선서 중 피고인 측이 배심원에게 질문할 권한이 있으며 비 살인 사건에서 단지 피해자가 백인이고 가해자가 흑인이라는 사실만으로는 그러한 질문을 할 수 없다.만약 판사의 금지설시에도 불구하고 배심원이 피고인이 유죄라는 편견을 주는 기사를 읽었다면 이는 배심원이 편견이 있으며 피고인의 공정한 재판을 받을 권리를 침해하는 것이다.

## 대한민국의 배심 제도
한국의 경우 종래 배심제와 참심제 중 어느 것을 도입할지, 그리고 헌법상 법관에 의해 재판받을 권리와의 관계에서 배심제와의 충돌 문제 등이 논의되었다. 이후 2007년 입법을 통해 영미의 배심제와 대륙의 참심제를 혼합한 절충 형태의 국민참여재판제도를 강제력 없이 무늬만 도입하였다. 형사사건에서 중죄에 한하고 배심원단의 평결이 판사를 구속하지 않는 것으로 결정하였다.

## 참고 문헌
- 안영문, 당신이판사-재미있는배심재판이야기, 2008. ISBN 978-89-92235-31-0
- 김상준, 미국 배심재판 제도의 연구, 이화여자대학교출판부, 2003. ISBN 89-7300-516-2
- 도중진, 형사재판절차에 있어서 배심 및 참심제도의 도입방안, 한국형사정책연구원, 2003. ISBN 89-7366-500-6
- 이진국, 국민참여재판제도의 도입에 따른 형사소송용어 순화방안, 한국법제연구원, 2006. ISBN 89-8323-519-5